# Diphaulacosoma
Diphaulacosoma (лат.) — род жуков-листоедов (Chrysomelidae) из трибы земляные блошки (Alticini, Galerucinae). 7 видов. Мадагаскар.

## Описание
Мелкие жуки (около 5 мм) коричневого цвета. Обладают прыгательными задними ногами с утолщёнными бёдрами. Усики 11-члениковые (3-й сегмент короче первого). Переднеспинка выпуклая с боков, суживается в задней и передней частях. Питаются растениями.

## Классификация
- Diphaulacosoma bicolor (Weise, 1910)
- Diphaulacosoma crassicornis (Bechyné, 1952)
- Diphaulacosoma elegans Biondi & D’Alessandro, 2016[4]
- Diphaulacosoma jenisi Biondi & D’Alessandro, 2016[4]
- Diphaulacosoma laevipenne Jacoby, 1892typus
- Diphaulacosoma nigroscutis Biondi & D’Alessandro, 2016[4]
- Diphaulacosoma scutellare (Weise, 1910)